# Teide 1
Teide 1 var den första bruna dvärgen som verifierades, 1995. Den är belägen i den öppna stjärnhopen Plejaderna i stjärnbilden Oxen, på ungefär 400 ljusårs avstånd från jorden.
Teide 1 är betydligt tyngre än planeten Jupiter – 57 ± 15 jupitermassor, men också betydligt mindre massiv än en stjärna, 0,0544 solmassor. Radien för Teide 1 är ungefär densamma som för Jupiter, eller en tiondels solradie. Yttemperaturen är 2600 ± 150 K, vilket är mindre än hälften av solens. Dess luminositet är 0,08–0,05 procent av solens.